# Kalmalli, Kushtagi
Kalmalli là một làng thuộc tehsil Kushtagi, huyện Koppal, bang Karnataka, Ấn Độ.